# Uranoscopus dollfusi
Uranoscopus dollfusi és una espècie de peix pertanyent a la família dels uranoscòpids.

## Descripció
- Pot arribar a fer 23,7 cm de llargària màxima.
- 4 espines i 12-14 radis tous a l'aleta dorsal i 13-14 radis tous a l'anal.
- Aleta caudal lleugerament arrodonida.[5][6]

## Hàbitat
És un peix marí, demersal i de clima tropical que viu fins als 46 m de fondària.

## Distribució geogràfica
Es troba al golf de Suez, el golf d'Oman i el golf Pèrsic.

## Observacions
És inofensiu per als humans.